# Johanna Dorothea Lindenaer
Johanna Dorothea Lindenaer (1664 - ca. 1737), ook bekend als Johanna Dorothea van Zoutelande of Madame de Zoutelandt, was een Nederlands schrijfster en vermeend landverraadster.

## Biografie
Johanna Dorothea Lindenaer werd geboren als een dochter van Herman Joost Lindenaer, die kapitein was in het Staatse leger, en Dorothea van Wijnbergen. Als jong meisje woonde ze waarschijnlijk vanaf 1672 in Den Haag bij haar stiefmoeder Catharina Shripkin. Twintig jaar later trouwde ze in Deventer met Zeger van Zoutelande, maar het bewijs voor dit huwelijk is nog niet gevonden. In 1699 raakte Zeger van Zoutelande in Den Haag betrokken bij een duel en overtuigd dat hij zijn tegenstander had gedood vluchtte hij samen met Lindenaer naar de vrijplaats Vianen. Hier overleed hij een jaar later aan zijn verwondingen, aldus vertelt Lindenaer in haar Mémoires.
Op 23 maart 1703 werd ze in Maastricht gearresteerd en gevangengezet in de Sint-Pieterspoort. Lindenaer werd beschuldigd van het feit dat ze ene Johan van der Nypoort te hebben aangespoord tot het opblazen van een wapenmagazijn in de stad Luik. Vanwege de Spaanse Successieoorlog die indertijd woedde stond deze daad gelijk aan landverraad. Ze werd in totaal twintig keer verhoord, maar tot een concrete aanklacht tegen de Weduwe van Zoutelande kwam het nooit. Na anderhalf jaar gevangenschap wist ze in de nacht van 13 op 14 september 1704 te ontsnappen.
Ze vluchtte naar Parijs toe en daar bekeerde ze zich tot het rooms-katholicisme. Onder de naam "Madame de Zoutelandt" werkte ze in Frankrijk als schrijfster en vertaalster. Ze keerde nadien nooit meer terug naar de Republiek en Lindenaer is vermoedelijk in Frankrijk overleden. 